# 仲田 (神戸市)
仲田（なかた）は、兵庫県神戸市垂水区の町名。現行行政地名は仲田一丁目から仲田三丁目。郵便番号は655-0034。

## 地理
垂水区南部の西垂水地区（旧西垂水村）に位置する。東は旭が丘、北は星が丘、南は天ノ下町、西は霞ケ丘に接する。

## 交通

### バス
- 山陽バス
- 神戸市バス